# Andamanendrongo
Der Andamanendrongo (Dicrurus andamanensis) ist eine Vogelart aus der Familie der Drongos.
Er ist endemisch auf den Andamanen.
Das Verbreitungsgebiet umfasst tropischen oder subtropischen immergrünen und Laubwald, Lichtungen und Waldränder, auch dichtes Buschwerk.

## Beschreibung
Der Andamanendrongo ist 28 bis 29 cm groß, die Unterart D. a. dicruriformis ist etwas größer. Der Vogel ist weitgehend schwarz, grünlich glänzend mit tief gegabeltem langen Schwanz, großem schwarzen Schnabel mit scharfer hakenförmiger Spitze. Die Handschwingen sind bräunlich.

## Stimme
Der Ruf des Männchens wird als Reihe gleichförmiger wiederholter, lauter Töne beschrieben.

## Geografische Variation
Es werden folgende Unterarten anerkannt:
- D. a. dicruriformis (A. O. Hume, 1873) – Große Kokosinsel, Tafelinsel und Norden der Andamanen
- D. a. andamanensis Beavan, 1867, Nominatform – alle Hauptinseln im Süden der Andamanen

## Lebensweise
Die Nahrung besteht hauptsächlich aus geflügelten Insekten, die meist im Fluge erbeutet werden.
Die Brutzeit liegt zwischen Anfang April bis Mitte Mai.

## Gefährdungssituation
Der Bestand gilt als nicht gefährdet (Least Concern).